# Halophila australis
Halophila australis är en dybladsväxtart som beskrevs av Maxwell Stanford Doty och Benjamin Clemens Masterman Stone. Halophila australis ingår i släktet Halophila och familjen dybladsväxter. IUCN kategoriserar arten globalt som livskraftig. Inga underarter finns listade.